# Jōshō-ji
Le Jōshō-ji (成勝寺) est un ancien monastère bouddhiste situé au nord-est de Kyoto au Japon, doté par l'empereur Sutoku en accomplissement d'un vœu sacré. Il fait partie des « six temples victorieux » (六勝寺, Rokushō-ji) comprenant des monastères qui bénéficient chacun d'un extraordinaire patronage impérial depuis leur création. Ils sont parfois considérés comme les « temples superlatifs » ou les « temples shō » en raison de la syllabe du milieu du nom de temple.

## Histoire
Le Jōshō-ji et les autres établissements Rokushō-ji ont un rôle particulier au sein du « gouvernement cloîtré » (院政) impérial. Ce sont des « temples des vœux sacrés » (Gogan-ji) construits par ordre impérial à la suite d'un précédent établi par le Hosshō-ji de l'empereur Shirakawa. Bien que les monastères sont apparemment établis en accomplissement de vœux faits par ces membres de la famille impériale, « la relation des empereurs Shirakawa, Toba, Sutoku et Konoe avec le Hosshō-ji et les autres temples du “vœu impérial” et avec les résidences impériales attenantes aux ensembles de temples est très révélatrice. Manifestement, les temples n'ont pas été construits simplement comme des actes de piété, mais comme des moyens de protéger les revenus fonciers et un certain style de vie. De toute évidence, la construction de nouveaux temples peut servir de dispositif coercitif pour obtenir le soutien d'autres familles kuge et justifier l'utilisation des taxes publiques pour le bénéfice des membres de la maison impériale, l'intention religieuse soutenant l'intérêt politique ».
Les Rokushō-ji sont aussi appelés les « six temples de la supériorité » et chacun est uniquement consacré à un aspect ésotérique de l'ontologie bouddhiste comme 
- la « supériorité de la loi bouddhiste[4] » : le Hosshō-ji (法勝寺?), fondé par l'empereur Shirakawa en 1077[6] ;
- la « supériorité du culte[4] » : le Sonshō-ji (尊勝寺?), fondé par l'empereur Horikawa (fils de Shirakawa) en 1102[6] ;
- le « plus supérieur[4] » : le Saishō-ji, fondé par l'empereur Toba (petit-fils de Shirakawa) en 1118[6] ;
- la « supériorité de la perfection[4] » : l'Enshō-ji (Antei) (円勝寺, Enshō-ji?), fondé par la consort impériale Taiken-mon'in (fille adoptive de Shirakawa et mère de l'empereur Sutoku) en 1128[6] ;
- la « supériorité du devenir[4] » : le Jōshō-ji (成勝寺?), fondé par l'empereur Sutoku (arrière-petit-fils de Shirakawa) en 1139[6] ;
- la « supériorité de la durée[4] » : Enshō-ji (Kenchō) (延勝寺, Enshō-ji?), fondé par l'empereur Konoe (arrière-petit-fils de Shirakawa) en 1149[6].